# Carlos Luque
Carlos Martín Luque, mais conhecido por Luque (Córdova, 1 de março de 1993) é um futebolista argentino que atua como meia-atacante. Atualmente joga pelo Deportivo Vida da Honduras.

## Carreira

### Colón
Martín Luque iniciou sua carreira nas categorias de base do Colón, onde sua habilidade e as boas atuações o levaram às seleções de base da Argentina.
Foi promovido aos profissionais no ano de 2013. No ano de 2014, despontou no clube, despertando interesse de vários clubes da Europa e do Brasil.

### Internacional
No dia 16 de março de 2014, Martín Luque despertou o interesse do Internacional. Segundo os dirigentes do clube, o meia argentino se encaixa no perfil no jogador que procuram desde o início do ano.
| “ | É um bom jogador. Tem velocidade, o observamos há algum tempo. Mas o fato de olhar e examinar não significa que será contratado. Não há nada | ” |

Em maio de 2014, Martín Luque teve seu destino acertado junto ao Internacional, podendo atuar após a abertura da janela de transferências, em junho. A negociação envolveu cerca US$ 2,45 milhões (cerca de R$ 5,4 milhões), os gaúchos ficarão com 50% dos direitos e o investidor Delcir Sonda, que ajudará o clube na aquisição do argentino, com outros 50%.
Sua estreia oficial pelo Inter foi contra o Flamengo, substituindo Aránguiz após 16 minutos do primeiro tempo, onde mostrou qualidade e boa movimentação. Contudo, jogou muito pouco em 2014 e, devido à falta de preparação física comparado aos tempos na Argentina e à uma lesão na região do púbis (que o obrigou a uma intervenção cirúrgica pra acelerar a recuperação), Luque só voltou a jogar em 2015, recebendo algumas chances no primeiro trimestre, porém tendo desempenho abaixo da média. No segundo trimestre não costumava nem ser relacionado ao banco de reservas.

### Peñarol
No segundo semestre de 2015, Luque é emprestado ao Peñarol por um ano.

### Alcorcón
Pra temporada 2016-17, Luque foi novamente emprestado pelo Inter, dessa vez para o Agrupación Deportiva Alcorcón, da Espanha.

### San Martín
Em julho de 2017, Luque é emprestado pelo Inter pela terceira vez, dessa vez para o San Martín, da Argentina.

## Deportivo Vida
Em janeiro assinou com o Deportivo Vida da Honduras

## Títulos
Internacional
- Campeonato Gaúcho: 2015